# The Golden Light
| Críticas profissionais  | Críticas profissionais |
| Avaliações da crítica   | Avaliações da crítica  |
| Fonte                   | Avaliação              |
| ----------------------- | ---------------------- |
| Rolling Stone Argentina | [ 1 ]                  |

The Golden Light é o trigésimo-terceiro álbum oficial - o vigésimo-nono de estúdio - do roqueiro argentino Fito Páez. O projeto, lançado em 6 de maio de 2022, é a terceira e última parte de uma trilogia de álbuns lançadas em um período de 6 meses, que se inicia com Los Años Salvajes, continua com Futurología Arlt e se encerra com The Golden Light.
Com letras mais introspectivas, o álbum é apenas no formato "Piano e Voz".

## Faixas
- Todas as faixas compostas por Fito Paez

| N.º | Título                                        | Compositor(es) | Duração |  |
| 1.  | "El Mar de Gerardo" (canção instrumental)     |                | 6:04    |  |
| 2.  | "Un Ángel Abrió Alas"                         |                | 2:35    |  |
| 3.  | "Diosa del Sol" (com Etta Craft)              |                | 3:40    |  |
| 4.  | "The Moon Over Mahattan"                      |                | 2:57    |  |
| 5.  | "Cervecería Gorostarzu" (canção instrumental) |                | 2:49    |  |
| 6.  | "Hogar"                                       |                | 4:30    |  |
| 7.  | "Sus Auriculares"                             |                | 3:17    |  |
| 8.  | "Enciende el Amor" (com Abril Olivera)        |                | 3:37    |  |
| 9.  | "The Golden Light" (canção instrumental)      |                | 4:59    |  |